# Karahi

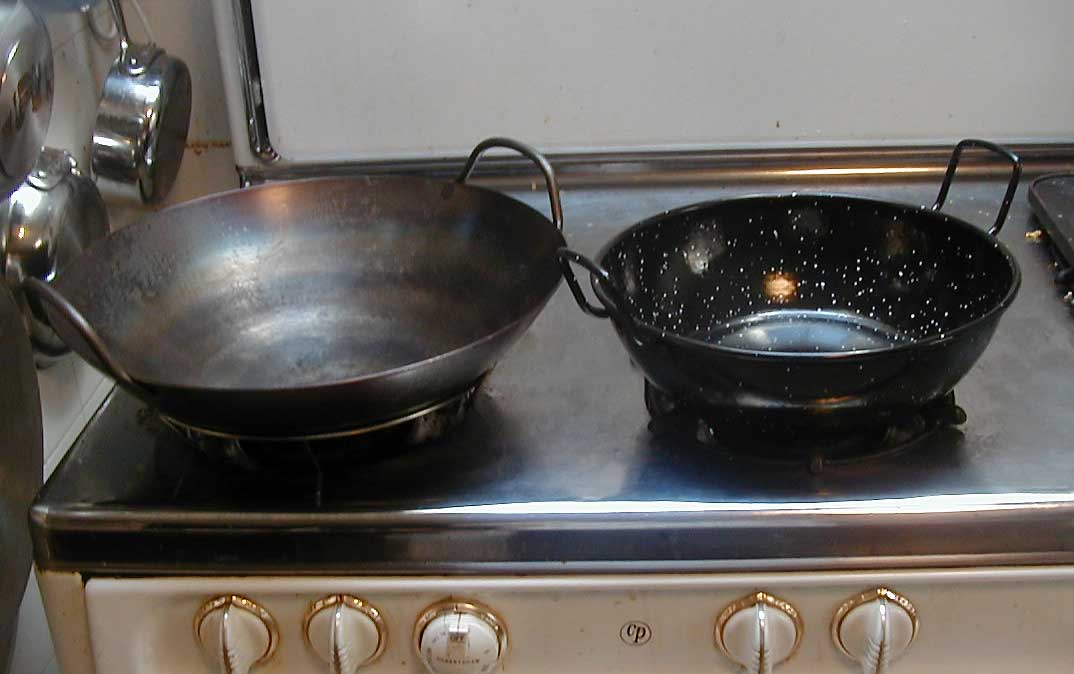
Un wok i un karahi sobre una cuina.

Un karahi (de vegades pronunciat com karai) és una espècie de paella circular i profunda (similar en la forma de l'obertura a un wok) que s'empra al Pakistan i a l'Índia. Les seves característiques el fan ideal per a fregir carns, patates, fer dolços o snacks com les samosses, peix, o per a fer ciurons cuinats (alguns es diuen "karahi").

## Característiques
El Karahi s'ha elaborat tradicionalment de ferro colat, encara que amb l'adveniment de l'edat moderna es fan avui dia amb acer inoxidable i coure, i també recoberts de Teflon. Sol distingir-se del wok en les anses i pel fet que el Karahi posseeix un fons pla a diferència del wok que amb prou feines ho és.

## Plats típics amb el karahi
Un kadai (dit també com "kadhi," "kadahi," o "kadhai") és un tipus de plat cuinat en un karahi, en molts llocs del món s'anomena el bullit o carn d'olla o l'instrument de forma similar (com ocorre amb Balti o Paella). Els plats en l'Índia solen ser presentats en els seus recipients de cuina "frescos kadai," com el pollastre kadai, el kadai panir, de vegades se serveix en un kadai en miniatura en una safata calenta.